# Darsan Solomon
Darsan Solomon (* 5. Januar 1993 in Los Angeles) ist ein US-amerikanischer Schauspieler.

## Karriere
Als Schauspieler spielte Solomon Sinjins Freund Burf in der Fernsehserie Victorious. Außerdem war er unter anderem in den Serien Community und Die Goldbergs zu sehen.

## Filmographie
- 2012: Awkward – Mein sogenanntes Leben (1 Folge)
- 2012–2013: Victorious (11 Folgen)
- 2014–2015: Community (5 Folgen)
- 2015: Life in Pieces (1 Folge)
- 2015, 2017: Die Goldbergs (2 Folgen)